# Рэдфорд, Барбара
Барбара Рэдфорд (англ. Barbara Radford) — фигуристка из Великобритании, бронзовый призёр чемпионата мира 1955 года, бронзовый призёр чемпионатов Европы 1954—1955 годов в танцах на льду. Выступала в паре с Рэймондом Локвудом.

## Спортивные достижения
| Соревнования/Сезоны | 1954 | 1955 |
| ------------------- | ---- | ---- |
| Чемпионаты мира     | 4    | 3    |
| Чемпионаты Европы   | 3    | 3    |